# Fulgora Dorsa
Fulgora Dorsa zijn lage heuvelruggen op de planeet Venus. De Fulgora Dorsa werden in 2009 genoemd naar Fulgora, godin van de bliksem in de Romeinse mythologie.
De richels hebben een lengte van 463 kilometer en bevinden zich in het quadrangle Snegurochka Planitia (V-1).